# Tournée de l'équipe de France de rugby à XV en 1961
La tournée de l'équipe de France de rugby à XV de 1961 se déroule en Nouvelle-Zélande et en Australie en juillet et août 1961.
Les Français jouent quinze matchs, treize en Nouvelle-Zélande, puis deux en Australie. Ils disputent quatre test matchs, trois contre la Nouvelle-Zélande et un contre l'Australie.
L'équipe de France perd les trois test matchs contre la Nouvelle-Zélande et gagne celui contre l'Australie. Au total, elle remporte huit des quinze matchs sur l'ensemble de la tournée.

## Composition de l'équipe de France
Le groupe de l'équipe de France se compose de 30 joueurs :
| Entraîneur | Entraîneur       | Marcel Laurent (directeur de tournée), Guy Basquet (entraîneur adjoint) |
| Avants     | Pilier           | Antoine Bianco (FC Auch), Gérard Bouguyon (FC Grenoble), Pierre Cazals (Stade montois), Amédée Domenech (CA Brive) |
| Avants     | Talonneur        | Jean Laudouar (AS Soustons), Jacques Rollet (Aviron bayonnais) |
| Avants     | Deuxième ligne   | Marcel Cassiède (US Dax), Jean-Pierre Saux (Section paloise), Claude Vidal (SC Mazamet) |
| Avants     | Troisième ligne  | Michel Celaya (Stade bordelais), Michel Crauste (FC Lourdes), Roland Lefèvre (CA Brive), Gilbert Meyer (CA Périgueux), François Moncla (Section paloise)                                                                                 |
| Arrières   | Demi de mêlée    | Lilian Camberabero (La Voulte sportif), Pierre Lacroix (SU Agen), Jacques Serin (SC Mazamet) |
| Arrières   | Demi d'ouverture | Pierre Albaladejo (US Dax), Guy Camberabero (La Voulte sportif) |
| Arrières   | Centre et ailier | André Boniface (Stade montois), Guy Boniface (Stade montois), Jacques Bouquet (CS Vienne), Guy Calvo (FC Lourdes), Jean Dupuy (Stadoceste tarbais), Jean Piqué (Section paloise), Serge Plantey (Racing CF), Henri Rancoule (FC Lourdes) |
| Arrières   | Arrière          | Claude Lacaze (FC Lourdes), Jacques Meynard (US Cognac), Michel Vannier (RC Chalon) |

## Résultats
Lors des tournées, seuls les matchs disputés contre une équipe nationale sont officiellement enregistrés en tant que test match, et joués à ce titre par l'équipe de France. Les autres rencontres sont quant à elles jouées par la sélection « France XV » ; bien que les joueurs soient les mêmes que ceux de l'équipe de France, aucune cape internationale n'est décernée pour les joueurs français y participant.
| Date            | Lieu                          | Hôte                                  | Score   | Équipe en tournée |
| --------------- | ----------------------------- | ------------------------------------- | ------- | ----------------- |
| 8 juillet 1961  | Trafalgar Park, Nelson        | Marlborough Golden Bay-Motueka Nelson | 11 - 29 | France XV         |
| 12 juillet 1961 | Rugby Park, New Plymouth      | Taranaki                              | 9 - 11  | France XV         |
| 15 juillet 1961 | Rugby Park, Hamilton          | Waikato                               | 22 - 3  | France XV         |
| 18 juillet 1961 | Rugby Park, Whangarei         | North Auckland                        | 8 - 6   | France XV         |
| 22 juillet 1961 | Eden Park, Auckland           | Nouvelle-Zélande                      | 13 - 6  | France            |
| 26 juillet 1961 | Rotorua                       | Bay of Plenty                         | 9 - 22  | France XV         |
| 29 juillet 1961 | Napier                        | Māori                                 | 5 - 3   | France XV         |
| 1er août 1961   | Palmerston North              | Manawatu                              | 6 - 21  | France XV         |
| 5 août 1961     | Athletic Park, Wellington     | Nouvelle-Zélande                      | 5 - 3   | France            |
| 9 août 1961     | Invercargill                  | Southland                             | 6 - 14  | France XV         |
| 12 août 1961    | Dunedin                       | Otago                                 | 6 - 15  | France XV         |
| 15 août 1961    | Timaru                        | South Canterbury                      | 17 - 14 | France XV         |
| 19 août 1961    | Lancaster Park, Christchurch  | Nouvelle-Zélande                      | 32 - 3  | France            |
| 22 août 1961    | Brisbane                      | Queensland                            | 12 - 15 | France XV         |
| 26 août 1961    | Sydney Cricket Ground, Sydney | Australie                             | 8 - 15  | France            |